# Rận mu

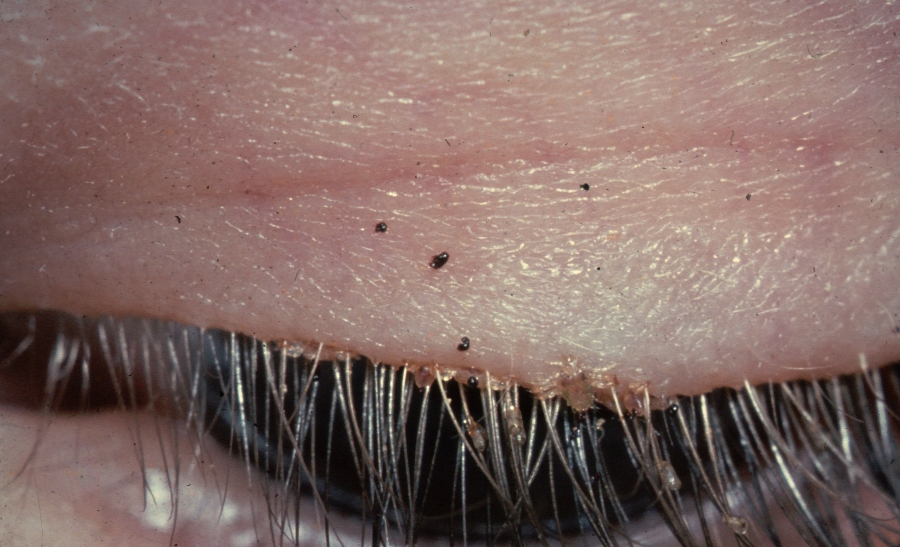
Rận mu sống trên mắt

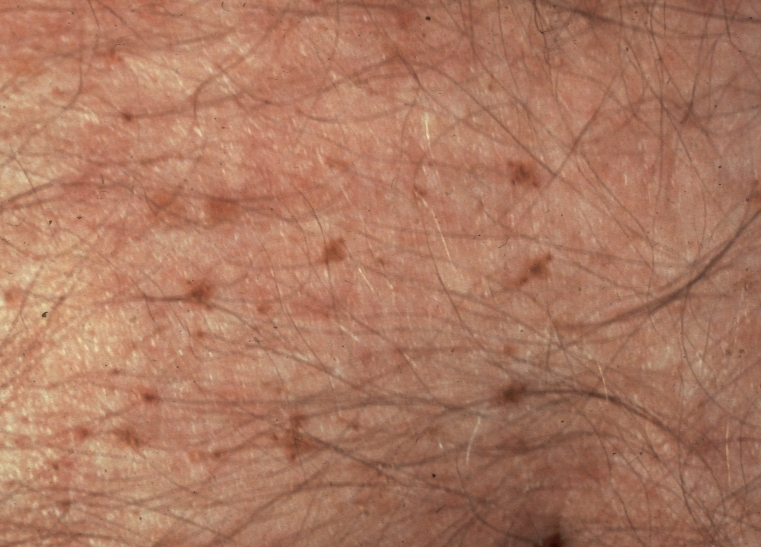
Rận mu ở bụng

Rận mu hay còn gọi là rận lông mu, rận cua, chấy cua, rận bẹn (danh pháp khoa học: Pthirus pubis) là một loài rận thuộc côn trùng hút máu không có cánh sống và sinh sản ở vùng lông mu của con người như vùng da lông mu, vùng sinh dục nhất là ở nam giới. Khi ký sinh trên cơ thể con người, rận mu là tác nhân gây ra bệnh rận mu hay rận lông mu gây ra triệu chứng ngứa ngáy ở vùng sinh dục.

## Đặc điểm
Rận mu là những sinh vật ký sinh sống ở lỗ chân lông vùng sinh dục có hình thù giống con cua, nó là loài côn trùng có nhiều chân bám rất chắc vào da và lông của con người, chúng bám vào lông ở phần mu. Rận mu không có cánh, thân trắng, màu giống với màu da của con người và rận này có khả năng đổi màu.
Rận mu còn được gọi là rận bẹn do người ta thấy chúng hút máu ở vùng bẹn, hay là rận cua vì chúng có hình hài giống với con cua. Rận mu hút máu người nơi chúng cư trú như ở chân lông mu (chúng dễ thích nghi với lông ở nam giới cứng và khô), dương vật, bìu, bẹn, bao quy đầu đối với những người đàn ông không cắt bao quy đầu. Rận mu ngoài cư trú và sinh sản bằng hình thức đẻ trứng ở lông vùng sinh dục, chúng có thể trú ở cả ở lông mi, lông mày hoặc có thể thấy ở cả tóc Ngoài ra rận có thể trú trong áo quần, giường chiếu mùng mền, khăn bông nhiễm mầm bệnh.
Nơi chúng hút máu thường xuất hiện nốt mẩn đỏ, chấm đỏ và gây ngứa rất khó chịu. Nhưng cũng có trường hợp xuất hiện thấy các nốt đỏ, mẩn đỏ nhưng không ngứa. Ngoài ra, có thể thấy hạch vùng bẹn sưng, đau. Nói chung, Rận mu là ký sinh trùng gây ngứa ngáy rất khó chịu và là bệnh lây qua quan hệ tình dục.

## Bệnh rận mu
Rận mu thường gặp ở lứa tuổi từ 15 đến 40 tuổi, nó có thể lây từ người này sang người khác do tiếp xúc trực tiếp như trong quan hệ tình dục, mặc chung quần lót, áo lót của người có rận mu, dùng chung chăn, màn, khăn tắm. Khi bị bệnh, cần làm sạch nơi ở để loại bỏ rận, dùng thuốc DEP để diệt rận. Có thể diệt rận mu bằng cách dùng bông gòn, thấm dầu hoả (dầu hôi) chà lên toàn bộ khu vực có rận mu và để 30 phút sau, rận mu sẽ bị tiêu diệt. Ngoài ra có thể dùng thuốc trừ sâu hữu cơ Cypermethyl hoặc Pyrethrin (cúc trừ trùng) trong các bình xịt muỗi. Bên cạnh đó cần sinh hoạt tình dục an toàn và lành mạnh để tránh lây nhiễm. Để phòng bệnh rận mu thì có khuyến cáo cho rằng không nên mặc chung quần áo, không dùng chung chăn, chiếu và khăn tắm, không quan hệ tình dục bừa bãi, không mặc quần lót chật nhất là vào mùa nắng nóng.

## Nguy cơ tuyệt chủng
Từ lâu trong lịch sử, rận mu đã hoành hành xã hội loài người. Con người bị nhiễm rận mu từ cách đây khoảng 3 triệu năm. Ở phương Tây, rận mu được coi sinh vật nguy hiểm qua hàng ngàn năm. Tuy nhiên những năm gần đây loài rận mu đang đối mặt với nguy cơ tuyệt chủng do môi trường sống của chúng bị hủy diệt theo hướng ngày càng tăng đẩy sinh vật bé nhỏ này đến bờ vực diệt vong.
Trong những năm gần đây, trào lưu tẩy lông (wax) tất cả mọi nơi trên cơ thể, ở cả nam lẫn nữ diễn ra ngày càng tăng. Năm 2011, tại Mỹ có đến 80% thanh niên ở nước trong độ tuổi đại học đi theo xu hướng tẩy lông cơ thể và đây vốn đang là mốt thời thượng tại nhiều nơi. Trào lưu tẩy lông, đặc biệt vùng kín để mặc bikini đã bùng nổ mạnh mẽ và điều này dẫn đến hệ quả là số lượng loài ký sinh này đang giảm đột biến. Một phòng khám chuyên về sức khỏe giới tính tại Sydney nước Úc cho biết chưa nhận ca nhiễm rận mu nào ở nữ giới từ năm 2008, trong khi các trường hợp ở nam giới giảm đến 80% trong thập niên qua.

## Đối với các động vật khác
Loài người là vật chủ duy nhất cho rận mu ký sinh, mặc dù loài Pthirus gorillae bà con gần với chúng lại sinh sống trên vật chủ khỉ đột.